# Ahmadou Camara
Ahmadou Camara, né le 1er août 2003 à Conakry en Guinée, est un footballeur international guinéen évoluant au poste de milieu de terrain avec Khor Fakkan Club.

## Biographie

### Jeunesse et formation
Ahmadou Ama Camara voit le jour le 1er août 2003 à Conakry. Après une période passée avec le Hafia Football Club, il quitte la Guinée pour le Maroc en 2018 dans le cadre d’intégration d’un centre de formation à l’issue d’une détection. Une fois au royaume, il intègre le FUS de Rabat où il fera une année de formation avant d’être repéré par le Raja Club Athletic en 2020.
À 17 ans, il débarque donc au Complexe sportif Raja-Oasis et intègre l'équipe juniors (U19). Il s'impose rapidement et atteint, sous la houlette de Bouchaib El Moubarki, l'équipe espoirs qui évolue dans le groupe nord-ouest du championnat Amateurs 3, soit le cinquième niveau de la hiérarchie du football marocain. Durant deux saisons, l'équipe manque la promotion de justesse en finissant en deuxième et en troisième places respectivement,.

### Raja CA
Grâce à ses performances et sa constance, Rachid Taoussi sollicite les services du jeune guinéen en juin 2022 pour rejoindre les entraînements de l'équipe A. Le 2 juillet 2022, il fait ses débuts professionnels contre le Maghreb AS au titre de la dernière journée du championnat (0-0),.
Le 18 mars 2023, sous Mondher Kebaier, Ahmadou Camara fait son baptême en Ligue des champions africaine contre les Vipers SC en Tanzanie (1-1), puis lors des quarts de finale de ladite compétition contre Al Ahly,. 
Le 14 avril, il reçoit sa première titularisation à l’occasion de la 23e journée de la Botola face à la Jeunesse Sportive Soualem (0-0),. Le 9 juin, le Raja CA annonce le prolongement du contrat de Camara pour quatre saisons.
Le 15 juillet 2023 au Complexe sportif Moulay-Abdallah, le Raja dispute la finale de la Coupe du trône face à la RS Berkane, qui remporte ce match en prolongations après l'expulsion précoce de Marouane Hadhoudi et un pénalty annulé par la VAR (1-0),.
La saison 2023-2024 voit le Raja réaliser un exploit historique en remportant le doublé coupe-championnat sans aucune défaite. Les Verts ont pourchassé l'AS FAR depuis le début de la saison jusqu'à la 29e journée quand Adam Ennafati marque le coup franc décisif à la dernière minute contre le Wydad et les propulse à la tête du classement. Le 14 juin 2024, le club s'assure le titre en s'imposant face au Mouloudia d'Oujda (0-3) et bat également le record des points avec 72 unités. Le 1er juillet, le Raja enchaîne avec une quatorzième victoire de suite en battant l'AS FAR encore une fois en finale de la Coupe du trône pour s'assurer le troisième doublé de son histoire.    
Le 27 septembre 2024, Ahmadou Camara est transféré au club émirati de Khor Fakkan Club. 

## Palmarès
Raja CA
- Botola Pro (1) :
  - Champion : 2023-24
  - Vice-champion en 2021-22
- Coupe du Trône (1) :
  - Vainqueur : 2024
  - Finaliste : 2023